# 祭典 (日本)

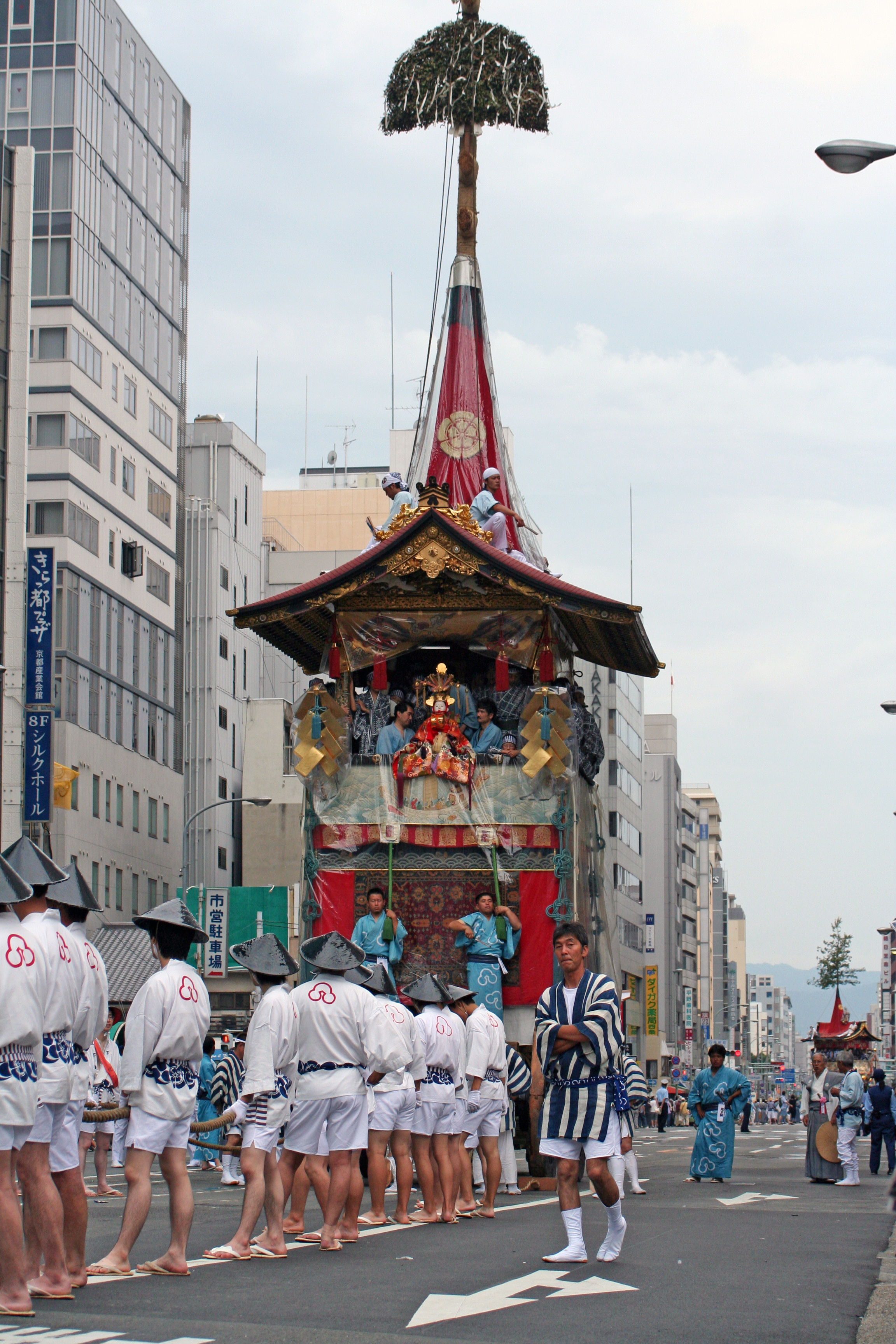
京都府祇園祭

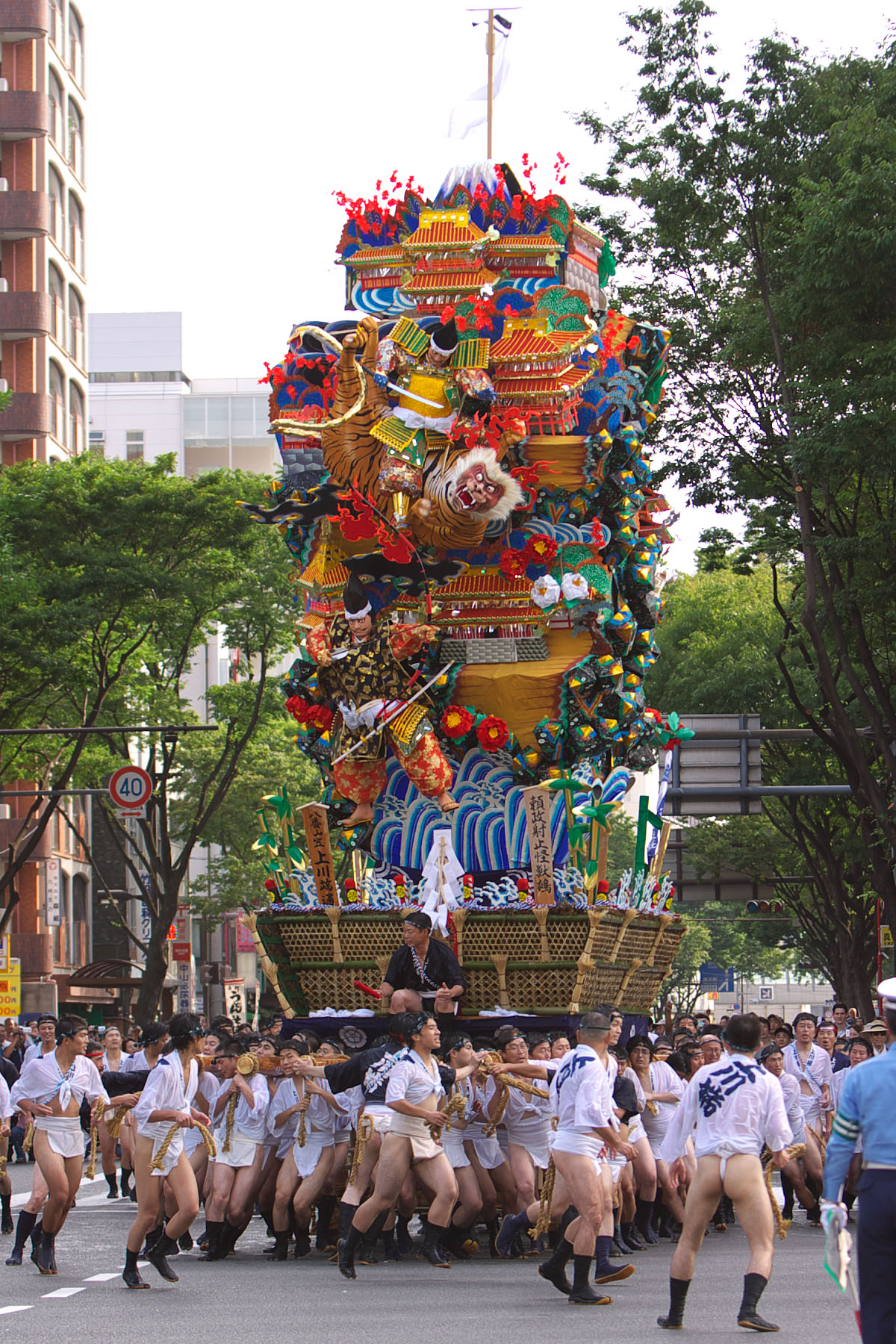
福岡市博多祇園山笠

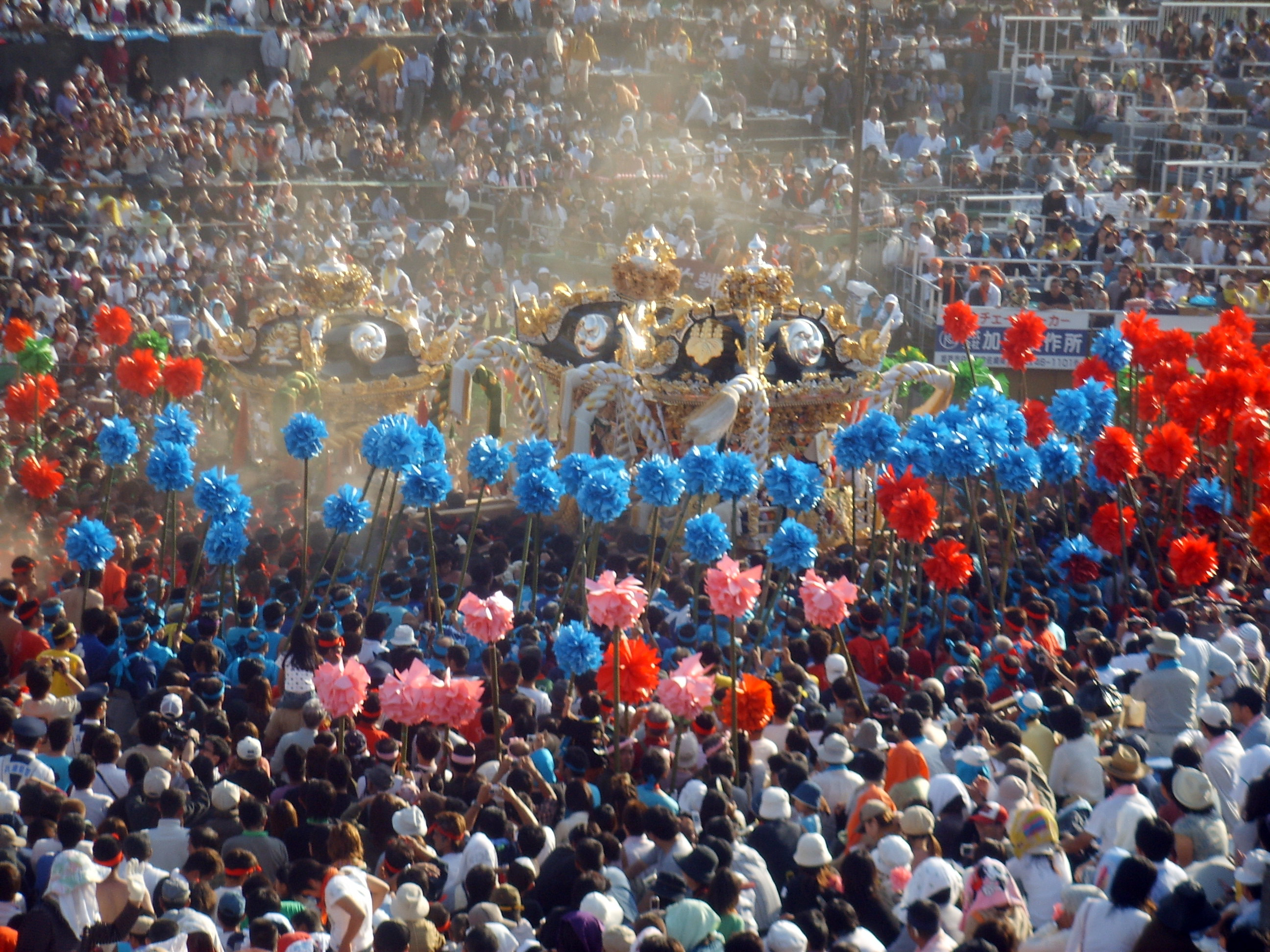
兵庫縣姬路市灘けんか祭り的ヤッサ屋台

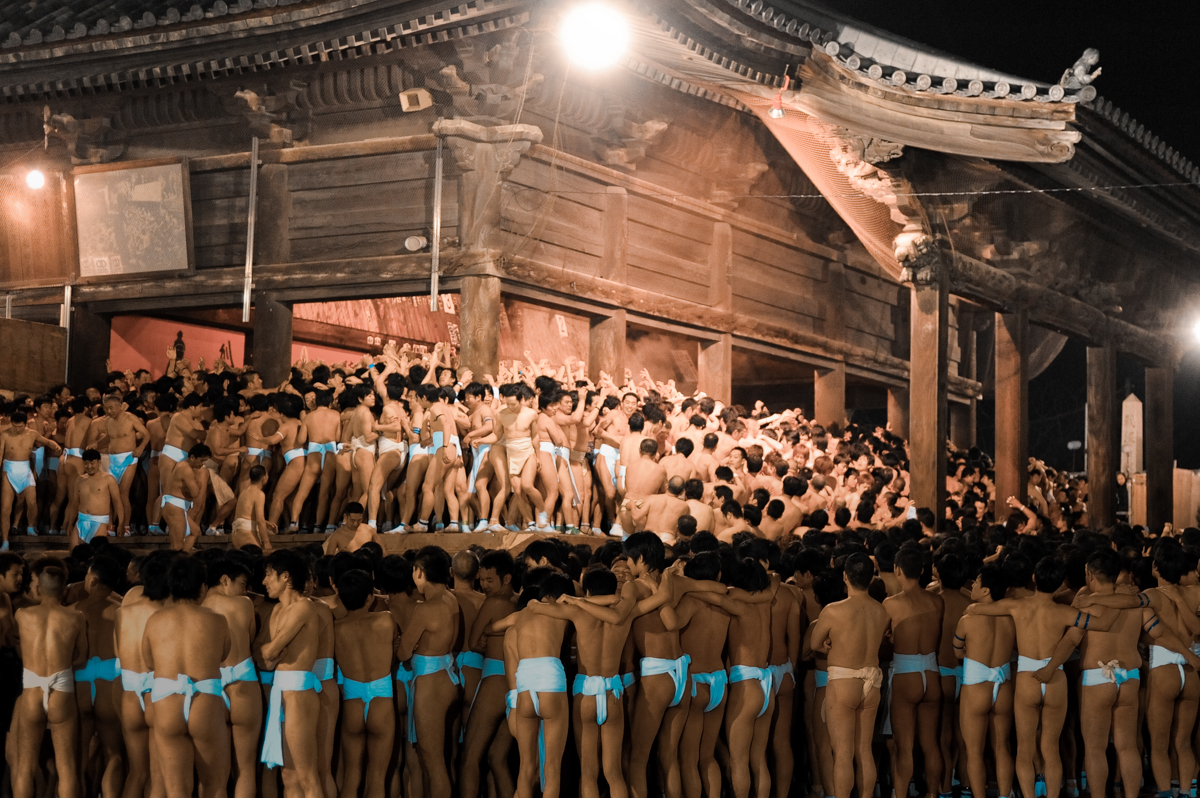
岡山市西大寺會陽裸祭

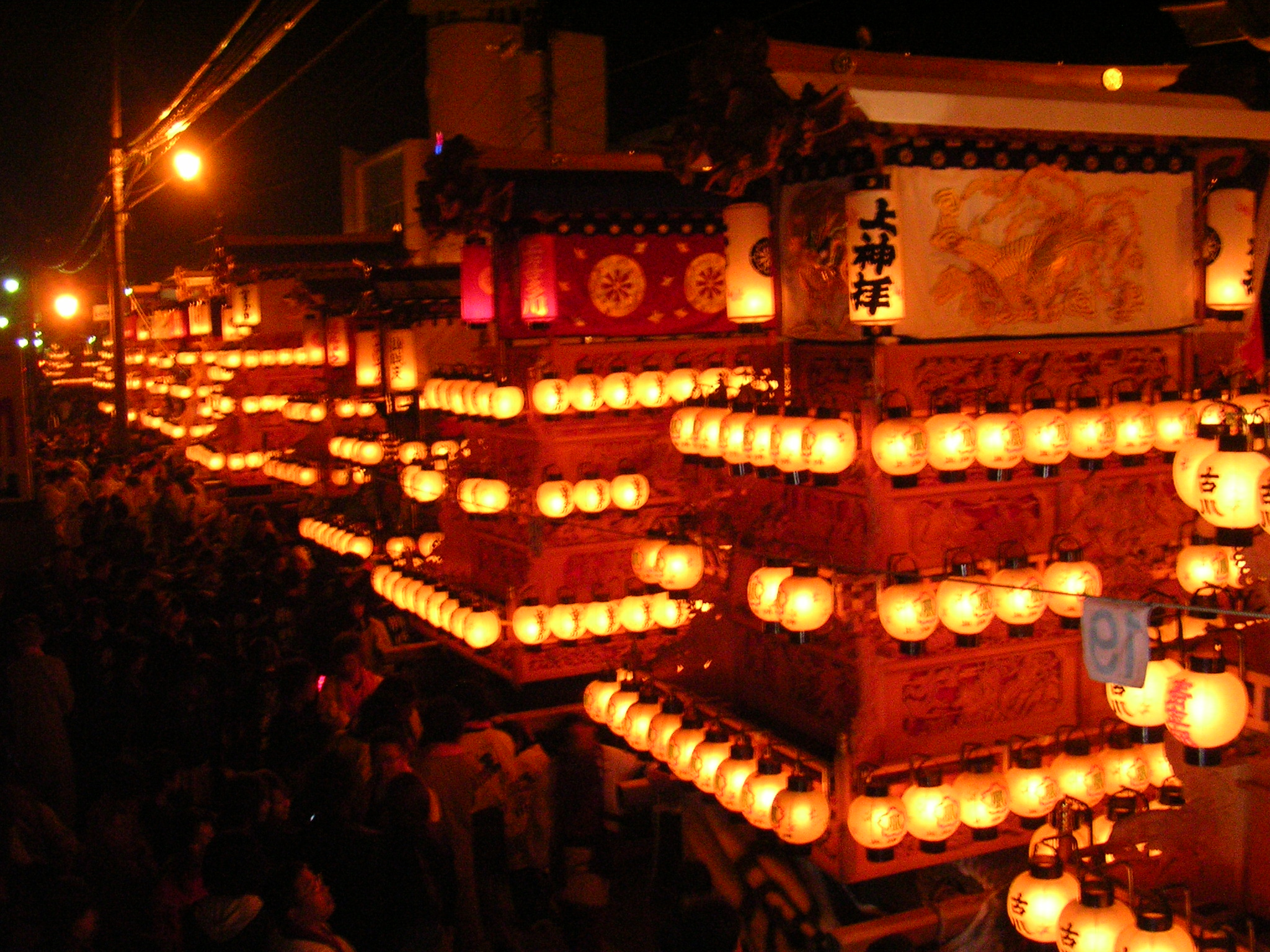
愛媛縣西條市伊曾乃神社例大祭的だんじり

祭典（日语：是日本當地的一種慶典活動，主題多與佛教、神道教、四季和歷史事件有關。

## 概要
祭主要是以神社或寺院作為主要場地舉行居多。主要目的是為五穀豐收或大漁、商售繁盛、疫病退散、無病息災等方面而祈願，另外是對某些成就作為感謝而進行。

## 民俗祭
此外，在日本各地，均有各種民俗祭，通常由民間組織發起，內容有祭巡、遊行等儀式。
| 日期          | 節慶名稱                     | 地區           |
| ------------- | ---------------------------- | -------------- |
| 2月3日        | 節分祭（立春）               | 全國           |
| 2月中旬       | 札幌雪祭                     | 北海道札幌市   |
| 2月14日       | 情人節                       | 全國           |
| 3月3日        | 女兒節/春祭（偶人節）        | 全國           |
| 5月中旬       | 淺草三社祭                   | 東京都台東區   |
| 7月7日        | 七夕節                       | 全國           |
| 7月中旬       | 祇園祭                       | 京都府京都市   |
| 8月上旬       | 佞武多祭（東北四大名祭之一） | 青森縣青森市   |
| 8月上旬       | 竿燈祭（東北四大名祭之一）   | 秋田縣秋田市   |
| 8月上旬       | 花笠祭（東北四大名祭之一）   | 山形縣山形市   |
| 8月上旬       | 七夕祭（東北四大名祭之一）   | 宮城縣仙台市   |
| 8月上旬       | 阿波                         | 德島縣德島市   |
| 8月上旬       | 京都大文字五山送火祭         | 京都府京都市   |
| 8月13日至16日 | 盂蘭盆節                     | 全國           |
| 8月下旬       | 淺草森巴狂歡節               | 東京都台東區   |
| 9月中旬       | 岸和田地車祭                 | 大阪府岸和田市 |

## 外部連結
1. ↑  . 日本國家旅遊局.   [2024-07-23]. （原始内容存档于2024-07-09） （中文（繁體））.